# Licking megye
Licking megye az Amerikai Egyesült Államokban, azon belül Ohio államban található. Megyeszékhelye Newark, legnagyobb városa Newark. Lakosainak száma 178 519 fő (2020. április 1.). Licking megye Knox, Perry, Fairfield, Coshocton, Muskingum, Franklin és Delaware megyékkel határos.

## Népesség
A megye népességének változása:
| Lakosok száma | 166 711 | 167 242 | 167 715 | 168 375 | 170 570 | 178 519 |
|               | 2010    | 2011    | 2012    | 2013    | 2015    | 2020    |